# Limonia amicula
Limonia amicula là một loài ruồi trong họ Limoniidae. Chúng phân bố ở miền Australasia.